# 満鉄疑獄事件
満鉄疑獄事件（まんてつぎごくじけん）または満鉄事件（まんてつじけん）は、1921年（大正10年）に表面化した疑獄事件。南満州鉄道（満鉄）はポーツマス条約による講和に基づき設立された国策会社であったところ、1920年（大正9年）5月、副社長であった中西清一が、森恪が役員を務める満洲の塔連炭鉱、内田信也の汽船、日本電気化学工業という企業を買収するにあたり、不当に高い買収金を支払い、立憲政友会の政治資金を捻出したとして、野党の憲政会が追及し、帝国議会で問題となった。塔連炭鉱事件（とうれんたんこうじけん）とも呼ばれる。

## 経緯

### 国策会社による企業買収活動
1921年1月31日、先年末から開会されていた帝国議会（第四十四議会）の衆議院予算委員会の席上、野党憲政会総務の早速整爾が南満洲鉄道の炭鉱・汽船・企業買収問題を取り上げ、政府を追及した。疑獄事件に発展したのは、大阪毎日新聞が伝えた南満洲鉄道興業部庶務課長の山田潤二による内部告発文書からであった。
ことの起こりは塔連炭鉱買収問題であった。撫順炭鉱に隣接する塔連炭鉱は、立憲政友会幹部の森恪が所有する小規模炭鉱で、これを満鉄が230万円で買い上げようとしたが、時価は150万円前後とみられていたので、不当に高い購入価格であった。この買収話を進めたのが、満鉄社長の野村龍太郎と副社長の中西清一であった。野村はいったん満鉄総裁の座を追われたものの原敬の説得に応じて再び社長となり、今度は立憲政友会を背景にして満鉄のトップに立った。ただし以前同様、野村はロボット扱いであった。

### 立憲政友会人事
中西は、東京帝国大学法科大学卒業後、内務省から法制局を経て鉄道院理事、監督局長を経て、原敬内閣の逓信次官から満鉄副総裁に抜擢されたというエリート官僚であった。満鉄社員からは、またしても政友会人事という評判が広まった。中西副社長は、満鉄の合理化事業に着手して理事の首のすげ替えを実行した。のみならず中西は、塔連炭鉱の買収に独断で乗り出したのである。中西は、不当に高い価格で炭坑を買収し、森の政治資金の捻出を図ったものと疑われた。また、満鉄の子会社大連汽船が政友会と関係の深い内田信也経営の造船所から、せいぜい30万円程度の汽船を270万円という高価で購入したことも問題にされた。さらに、業績の芳しくない日本電気化学工業という会社も相場より高値で購入し、そのリベートを政友会に献金させたと疑われた。

### 憲政会による問責決議案の提出
立憲政友会の政敵であった憲政会がこれに飛びついたのは当然で、第四十四議会は大揺れに揺れた。政友会の議席は轟轟たる野次で早速整爾の爆弾質問を妨害しようとしたが、憲政会と立憲国民党の議席からは拍手が沸き上がった。政友会はこれに対し、憲政会総裁の加藤高明に対し、内田信也が金5万円を選挙資金として贈ったという「珍品五類事件」を取り上げて、これに応酬した。内田は、徒手空拳に近い状態から第一次世界大戦中の好景気に乗って船成金となった人物であったが、政友会に深く食い込んでいながら、加藤にも献金していたのである。1921年2月17日の憲政会によって提出された政府問責決議案は、与党立憲政友会の多数によって否決された。
満鉄疑獄事件は珍品五類事件とならび、政党間の泥仕合の様相を呈するに至った。

### 満鉄内部からの告発
問責決議の出される間、憲政会の院外団の何人かが満鉄株を入手して満鉄株主となり、中西副社長を背任の罪で告訴したのである。こうして事件は司法の場にうつったが、興業部庶務課長兼総務部外事課長であった山田潤二は、塔連炭坑の事件について野村と中西に直言していたが、これが容れられないとなると決定的な証拠を秘密にして事実の究明に奔走し、検事に対して決定的証拠を提出した。

### 司法の歪み
裁判所は予備審問を経て、3,200枚に及ぶ予審調書を作成したと言われている。ところが公判の開催を決定しながらも、予審調書を公開しようとせず報道社から批判された。原首相は同事件の発生について、第44回議会での質疑において『南満洲鉄道会社は一つの商事会社に過ぎず、政府は深く立入りたくない。また、政府はこの問題に対し責任を負わない』と答弁した。
1922年10年26日の第一審では、中西には背任罪で懲役10か月、満鉄系の撫順炭坑庶務課長小日山直登には召喚の際に証言を拒否したことで偽証罪で同2か月（執行猶予2年）の有罪判決が出された。
しかし、2人はこれを不服として控訴し、1923年12月28日、第二審の東京控訴院（現在の東京高等裁判所）では証拠不十分として無罪判決を受けた。この事件は、花井卓蔵、鵜沢総明、江木翼といった当代一流の弁護士が担当し、また新聞各紙が連日のように報道したため、社会に大きな波紋を投じた。満鉄が政党の利権漁りの対象となっている認識が一般に広がり、その意味ではこの裁判は、満鉄の現状を広く世の人びとに知らしめる結果となったのである。

## 事件の背景と影響
大正末年から昭和初期にかけての政党政治は、立憲政友会と憲政会の二大政党の交代による疑獄事件の顕在化をもたらした。本事件をはじめ、1926年（大正15年・昭和元年）の松島遊郭疑獄、陸軍機密費横領問題、1929年（昭和4年）の朝鮮総督府疑獄事件、売勲事件、五私鉄疑獄事件などがそれである。その後、1934年（昭和9年）に起こった帝人事件は「挙国一致」を謳った齋藤内閣を崩壊させるに至ったが、事件そのものは「空中楼閣」と称され、関係者全員に無罪判決が下った。
満鉄疑獄事件が明るみに出た年（1921年）の11月4日夜、現職の内閣総理大臣である原敬が東京駅頭において、大塚駅の転轍手であった18歳の中岡青年に暗殺される事件が起こった（原敬暗殺事件）。犯人はその場で取り押さえられたが、第四十四議会で政治問題化した本事件やアヘン事件など立憲政友会がらみの疑獄事件に憤ってのことであった。